# Rekvisit
Rekvisit är en term som används inom juridiken. Varje lag ställer normalt upp ett antal villkor. För att en lag skall vara tillämplig krävs att något eller alla dessa villkor är uppfyllda. Dessa villkor kallas rekvisit. Rekvisit förekommer inom lagar på alla juridiska områden såsom statsrätt, processrätt, straffrätt och civilrätt.
Rekvisiten kan vara kumulativa eller alternativa. Med det första menas att alla rekvisit måste vara uppfyllda för att lagen ska bli tillämplig. När det gäller alternativa rekvisit räcker det med att något av rekvisiten är uppfyllt för att lagen skall vara tillämplig, något som markeras med ordet "eller". 
Objektiva rekvisit gäller det faktiska handlande som någon kan se och de följder handlandet får. De subjektiva rekvisiten gäller  avsikt, till exempel om en gärningspersonen handlade med  uppsåt eller inte.

## Exempel
Brottsbalken 8 kap. 1 § stadgar att "den som olovligen tager vad annan tillhör med uppsåt att tillägna sig det, dömes, om tillgreppet innebär skada, för stöld till fängelse i högst två år."
De rekvisit som ska vara uppfyllda för att en stöld ska ha skett är:
- Olovligt tagande av annans egendom (objektivt rekvisit)
- Tillägnelseuppsåt (subjektivt rekvisit)
- Skada för den bestulne (objektivt rekvisit)

Dessa rekvisit är kumulativa, eftersom alla måste vara uppfyllda för att någon ska kunna dömas för brottet. 